# Poco
Pour les articles homonymes, voir Poco (homonymie).
Poco est un groupe américain de country rock formé en 1968 par Richie Furay et Jim Messina à la suite de la dissolution de Buffalo Springfield.

## Biographie
Après la dissolution du groupe Buffalo Springfield, Richie Furay (chant et guitare) et Jim Messina (guitare et chant) fondent Poco avec Rusty Young (pedal steel et dobro), George Grantham (batterie) et Randy Meisner (basse et chant).
Leur premier album Pickin' Up the Pieces prenant du retard, Meisner quitte le groupe pour fonder The Eagles et est remplacé par Timothy B. Schmit. À cette époque, bien qu'il joue en tant que batteur sur tous les morceaux du premier album solo de Neil Young, Grantham n'est pas crédité sur l'album où ne figurent que les noms de Neil Young et de Ry Cooder.
Poco et Deliverin suivent, respectivement en 1971 et 1972. Jim Messina, qui ensuite quitte Poco pour former un duo avec Kenny Loggins (Loggins & Messina) est remplacé par Paul Cotton.
Après avoir enregistré deux autres albums, A Good Feelin' to Know et Crazy Eyes, Richie Furay quitte le groupe pour former le Souther Hillman Furay Band où il retrouve Chris Hillman vieil ami des Byrds. Poco ne conserve alors plus que deux de ses membres fondateurs : Rusty Young et George Grantham. En 1977, Schmit et Grantham sont remplacés par Steve Chapman et Charlie Harrison. Schmit remplace à nouveau Meisner, cette fois au sein de Eagles.
Le nouveau quatuor formé autour du dernier membre fondateur, Rusty Young, enregistre l'album Legend, disque d'or aux États-Unis, puis est rejoint par le claviériste Kim Bullard pour quatre nouveaux albums : Under the Gun, Blue and Gray, Cowboys and Englishmen et Ghost Town. Le groupe s'est ensuite séparé puis reformé à plusieurs reprises, en étant parfois rejoint ponctuellement par ses anciens membres Furay, Schmit et Grantham.
Jusqu'au début des années 2020 Poco est toujours en activité, faisant des tournées aux États-Unis, Canada et en Europe et enregistrant des albums. Le groupe étant constitué de Rusty Young, Jack Sundrud (basse et chant) et George Lawrence (batterie). Le décès de Rusty Young le 14 avril 2021 marque la fin du groupe.

## Discographie

### Albums studio
- 1969 : Pickin' Up The Pieces
- 1970 : Poco
- 1971 : From The Inside
- 1972 : A Good Feelin' To Know
- 1973 : Crazy Eyes
- 1974 : Seven
- 1974 : Cantamos
- 1975 : Head over Heels
- 1976 : Rose of Cimarron
- 1977 : Indian Summer
- 1978 : Legend
- 1980 : Under The Gun
- 1981 : Blue And Gray
- 1982 : Cowboys & Englishmen
- 1982 : Ghost Town
- 1984 : Inamorata (avec Furay et Schmit)
- 1989 : Legacy (avec le groupe de 1968)
- 2002 : Running Horse
- 2013 : All Fired Up

### Albums live
- 1971 : Deliverin'
- 1976 : Live
- 2004 : The Last Roundup (enregistré en 1977)
- 2004 : Keep The Legend Alive
- 2005 : Bareback At Big Sky
- 2006 : The Wildwood Sessions

## Musiciens
- Richie Furay: guitares, chant: (1968 à 1973) et (1988 à 1990)
- Jim Messina: guitares, chant : (1968 à 1969)
- Rusty Young: steel guitar, guitares, dobro, slide guitare, chant, banjo, mandoline : (1968 à present)
- Randy Meisner : basse, chant : (1968 à 1969)
- George Grantham : batterie, percussions, chant : (1968 à 1977) et ( 1990 à 2000)
- Timothy B. Schmit : basse, chant : (1970 à 1977)
- Al Garth : violon, saxophone : (1976)
- Charlie Harrison : basse, chœurs : (1978 à 1983)
- Steve Chapman: batterie, percussions : (1978 à 1984)
- Kim Bullard: claviers, chœurs : (1978 à 1983)
- Jack Sundrud: basse, chant : (1985 à 1987) et (2000 à présent)
- George Lawrence : batterie, percussions : (2004 à présent)
- Richard Neville : basse, chant : (1992 à 1999)